# Championnats du monde de cross-country 1997
Navigation
Édition précédente Édition suivante
Les 25e Championnats du monde de cross-country IAAF se sont déroulés le 23 mars 1997 à Turin, en Italie.

## Parcours
Les distances parcourues sont 12,333 km pour la course senior masculine, 6,6 km pour la course senior féminine, 8,511 km pour la course junior masculine, et 4,689 km pour la course junior féminine.

## Résultats

### Cross long hommes

#### Individuel
| Place              | Athlète          | Pays     | Temps |
| ------------------ | ---------------- | -------- | ----- |
| Médaille d'or      | Paul Tergat      | Kenya    | 35:11 |
| Médaille d'argent  | Salah Hissou     | Maroc    | 35:13 |
| Médaille de bronze | Tom Nyariki      | Kenya    | 35:20 |
| 4                  | Paul Koech       | Kenya    | 35:23 |
| 5                  | Mohammed Mourhit | Belgique | 35:35 |
| 6                  | Bernard Barmasai | Kenya    | 35:35 |
| 7                  | Joseph Kibor     | Kenya    | 35:37 |
| 8                  | Ismaïl Sghyr     | Maroc    | 35:56 |
| 9                  | Julio Rey        | Espagne  | 35:57 |
| 10                 | Khalid Boulami   | Maroc    | 35:59 |

#### Équipes
| Médailles | Athlètes | Points  |
| Or        | Kenya Paul Tergat (1e) Tom Nyariki (3e) Paul Koech (4e) Joseph Kibor (7e) Joshua Chelanga (17e) Shem Kororia (19e)                 | 51 pts  |
| Argent    | Maroc Salah Hissou (2e) Ismaïl Sghyr (8e) Khalid Boulami (10e) El Hassan Lahssini (12e) Elarbi Khattabi (16e) Brahim Boulami (22e) | 70 pts  |
| Bronze    | Éthiopie Habte Jifar (11e) Assefa Mezgebu (13e) Ayele Mezgebu (18e) Abraham Assefa (23e) Girma Tolla (27e) Tegenu Abebe (33e)      | 125 pts |

### Cross Junior Hommes

#### Individuel
| Médaille | Athlète                    | Temps       |
| Or       | Elijah Korir (KEN)         | 24 min 21 s |
| Argent   | Millon Wolde (ETH)         | 24 min 28 s |
| Bronze   | Paul Malakwen Kosgei (KEN) | 24 min 29 s |

#### Équipes
| Médailles | Athlètes | Points |
| Or        | Kenya    | 13 pts |
| Argent    | Éthiopie | 31 pts |
| Bronze    | Maroc    | 74 pts |

### Cross Long Femmes

#### Individuel
| Médaille | Athlète               | Temps       |
| Or       | Derartu Tulu (ETH)    | 20 min 53 s |
| Argent   | Paula Radcliffe (GBR) | 20 min 55 s |
| Bronze   | Gete Wami (ETH)       | 21 min 00 s |

#### Équipes
| Médailles | Athlètes                                                                                       | Points |
| Or        | Éthiopie Derartu Tulu (1e) Gete Wami (3e) Merima Denboba (6e) Berhane Adere (14e)              | 24 pts |
| Argent    | Kenya Sally Barsosio (5e) Naomi Mugo (8th) Jane Omoro (10e) Lydia Cheromei (11e)               | 34 pts |
| Bronze    | Irlande Catherina McKiernan (7e) Sonia O'Sullivan (9e) Valerie Vaughan (23e) Una English (25e) | 64 pts |

### Cross Junior Femmes

#### Individuel
| Médaille | Athlète                         | Temps       |
| Or       | Rose Kosgei (KEN)               | 14 min 58 s |
| Argent   | Priscah Jepleting Cherono (KEN) | 14 min 59 s |
| Bronze   | Ayelech Worku (ETH)             | 15 min 02 s |

#### Équipes
| Médailles | Athlètes | Points |
| Or        | Kenya    | 15 pts |
| Argent    | Japon    | 38 pts |
| Bronze    | Éthiopie | 39 pts |